# Cerkiew św. Męczennicy Paraskewii w Łopience
Cerkiew św. Męczennicy Paraskewii w Łopience – greckokatolicka cerkiew, wzniesiona we wsi Łopienka.

## Historia
Data wzniesienia obecnej cerkwi nie jest pewna. Na pewno wzniesioną ją w miejscu wcześniejszej cerkwi drewnianej. Niektóre źródła podają, że powstała jeszcze w I połowie XVIII wieku. Według miejscowej tradycji w XVIII wieku wzniesiono jedynie murowaną kapliczkę, aby umieścić w niej ikonę Matki Boskiej, która w cudowny sposób pojawiła się na stojącej obok lipie, a cerkiew została dobudowana do kapliczki dopiero w I połowie XIX wieku. Pozostałością po kapliczce miałaby być niska absyda na wschodniej ścianie prezbiterium. Jest to rozwiązanie niespotykane w budownictwie sakralnym tego rejonu, co mogłoby potwierdzać miejscową tradycję. Za XIX-wiecznym pochodzeniem przemawia też bryła budowli. Pewnym jest, że cerkiew obecna istniała już w roku 1829, a na podstawie planów katastralnych z roku 1852 ustalono, że w roku tym miała ona już obecny kształt. Na kilka lat przed II wojną światową dach cerkwi pokryto blachą. Od roku 1947 nie była użytkowana w celach religijnych. Ikona Matki Boskiej oraz ołtarz zostały w roku 1949 wywiezione do kościoła w Polańczyku. W roku 1954 z dachu ukradziono blachę. W latach 60. zawaliła się więźba dachowa. W okresie tym cerkiew służyła prowadzącym wypas góralom za zagrodę dla owiec, a płyty z cerkiewnej posadzki używane były w bacówkach jako miejsce na watrę. Dzieła zniszczenia dopełniała budowa nowej drogi, która podcinała wzgórze cerkiewne, powodując pękanie murów. W roku 1972 z inicjatywy powiatowego konserwatora zabytków Olgierda Łotoczko korona murów wzmocniona została betonową opaską. W VI/VII 1975r. widoczne jeszcze były resztki malowideł na ścianach oraz duża część płytek posadzki. W roku 1983 Towarzystwo Opieki nad Zabytkami rozpoczęło działania mające na celu odbudowę świątyni. W roku 1992 zrekonstruowano więźbę dachową, w 1993 dach pokryto blachą, a w latach 1994-95 odtworzono drzwi i okna. W roku 2002 budynek został otynkowany z zewnątrz.

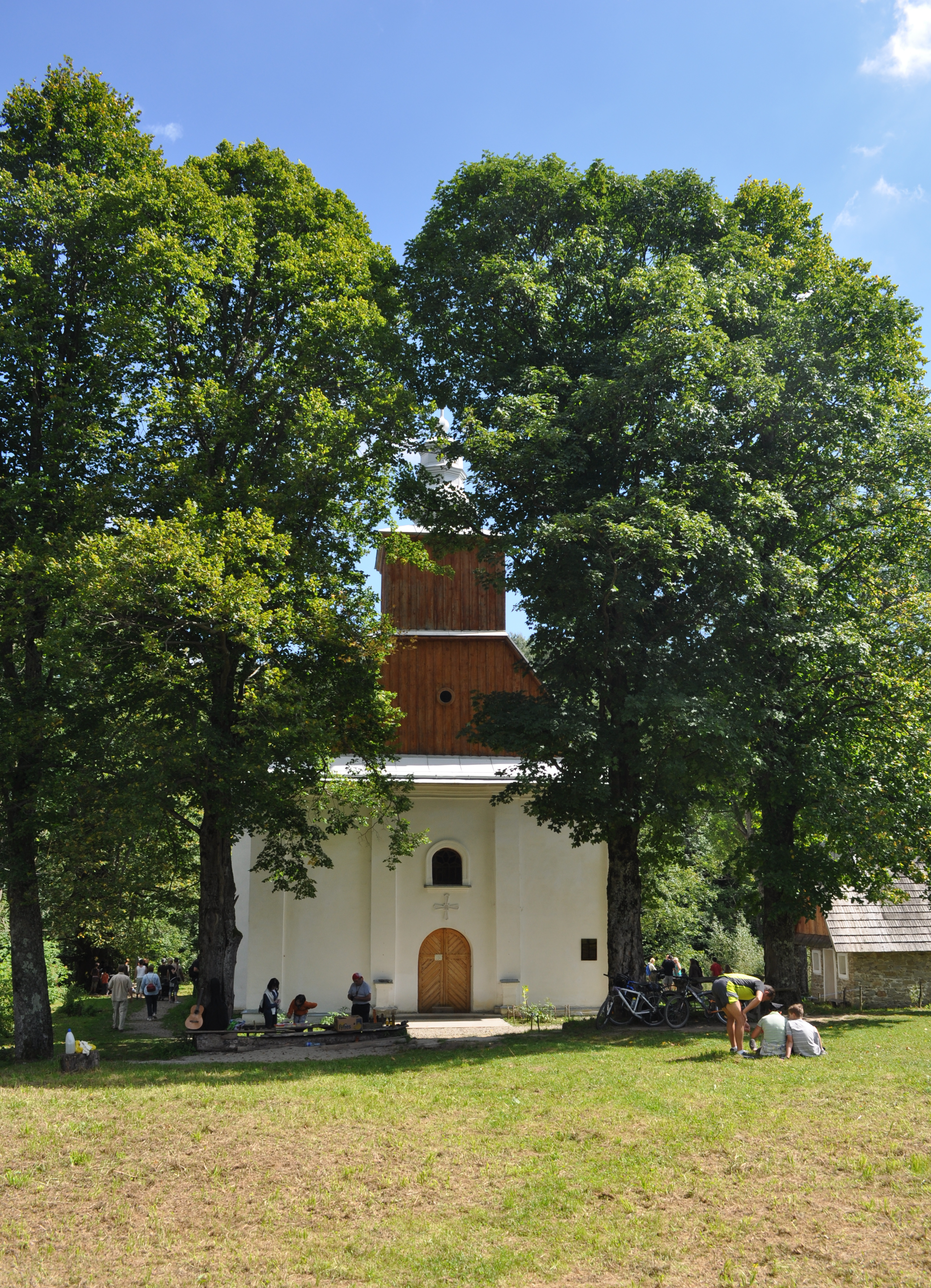
Elewacja frontowa
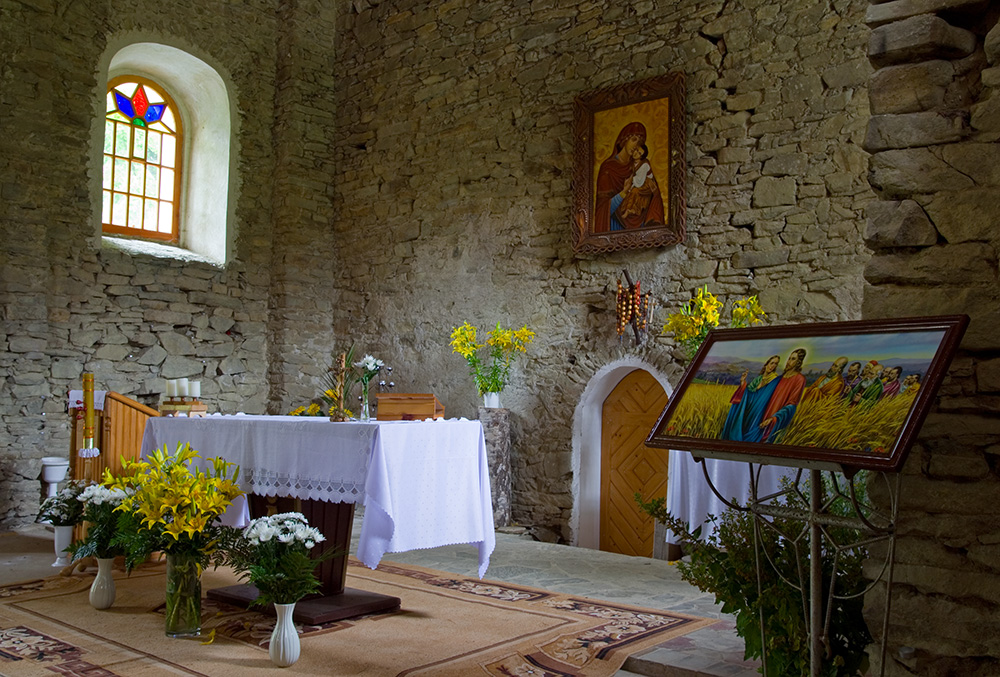
Wnętrze
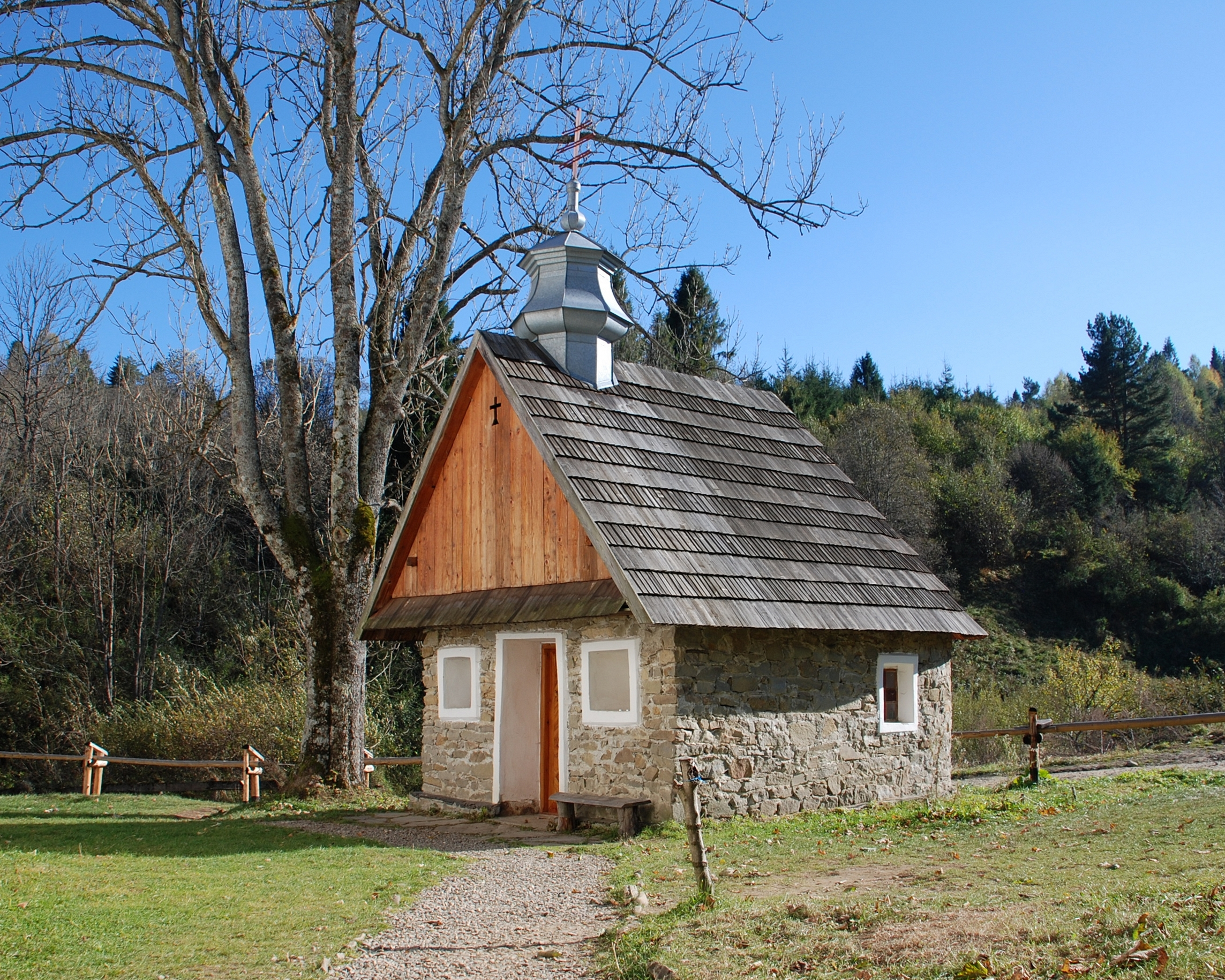
Kaplica grobowa

## Architektura i wyposażenie
Cerkiew w Łopience jest świątynią orientowaną, trójdzielną. W trakcie prowadzonych prac remontowych odkryto, że ściany babińca są cieńsze i wzniesione na lichszych fundamentach, co wskazywałoby na to, że został dobudowany do stojącej już cerkwi. W cerkwi znajdują się trzy krypty - dwie pod nawą, jedna pod prezbiterium.
W świątyni nie zachowały się elementy pierwotnego wyposażenia. We wnętrzu znajduje się kopia cudownego obrazu Matki Bożej Łopieńskiej, którego oryginał znajduje się w kościele w Polańczyku.

### Obraz Matki Bożej Łopieńskiej
Na temat obrazu istnieje wiele podań. Według jednego niezauważony przez ludzi obraz wypatrzyły gęsi, które gęganiem powiadomiły o obrazie ludzi, którzy w miejscu znalezienia wznieśli cerkiew. Inne mówi, że po znalezieniu obrazu był on trzykrotnie zawożony do Terki, ale za każdym razem w cudowny sposób powracał do Łopienki. Według innej zaś ciągnięty przez dwa woły wóz, którym wieziono obraz do Terki stanął na granicy Łopienki. Przyprowadzono dwa dodatkowe woły, ale i one nie mogły ruszyć wozu z obrazem, więc gospodarze wrócili z obrazem do Łopienki.
Dzięki obrazowi od co najmniej XVIII wieku, aż do wysiedleń miejscowej ludności po II wojnie światowej, Łopienka była najważniejszym miejscem kultu maryjnego na terenie Bieszczadów. Na najważniejszy, rozpoczynający się 13 lipca odpust przybywali wierni m.in. z Rzeszowa, Sniny czy Użhorodu.

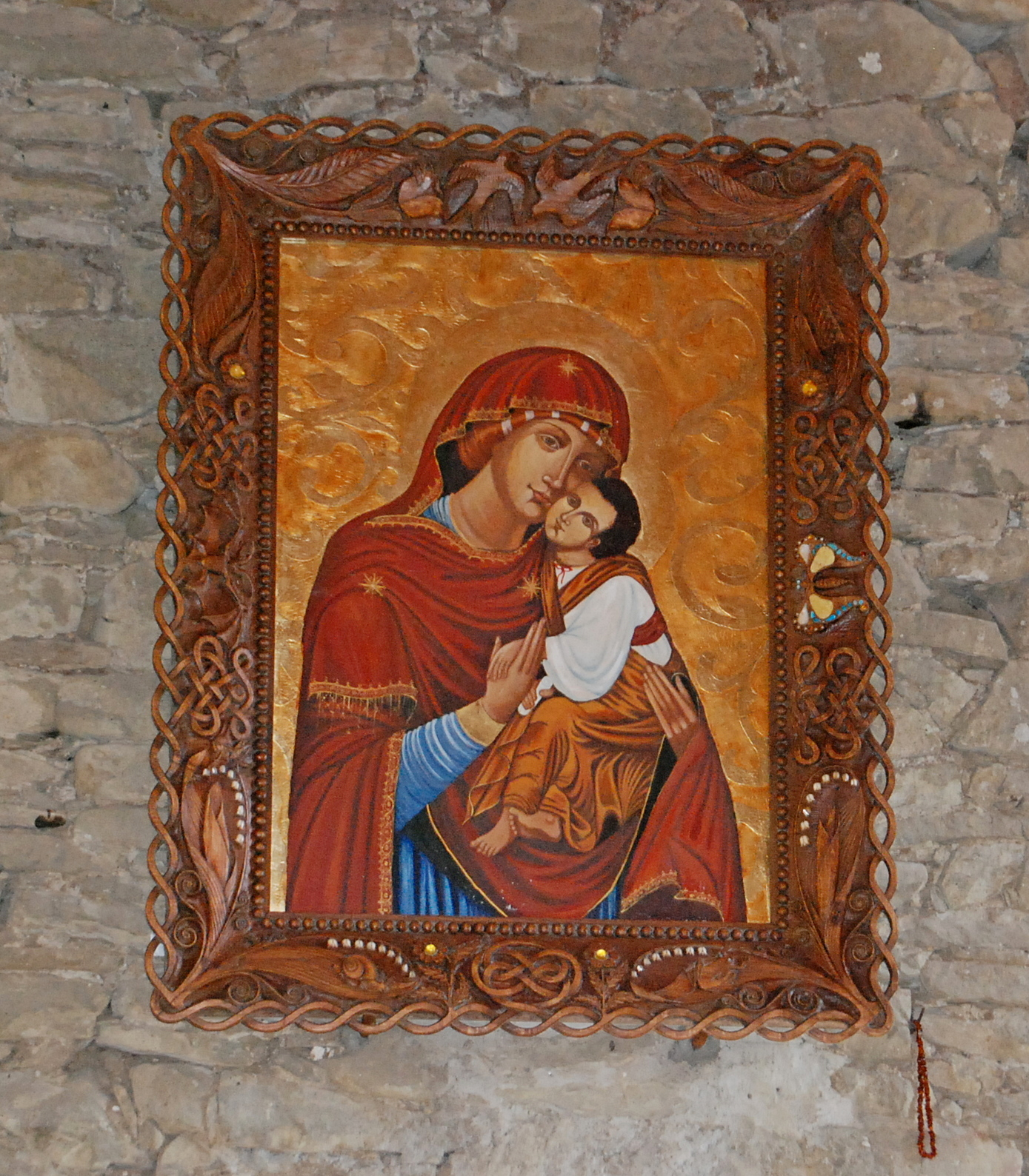
Wnętrze: kopia ikony Matki Boskiej Łopieńskiej
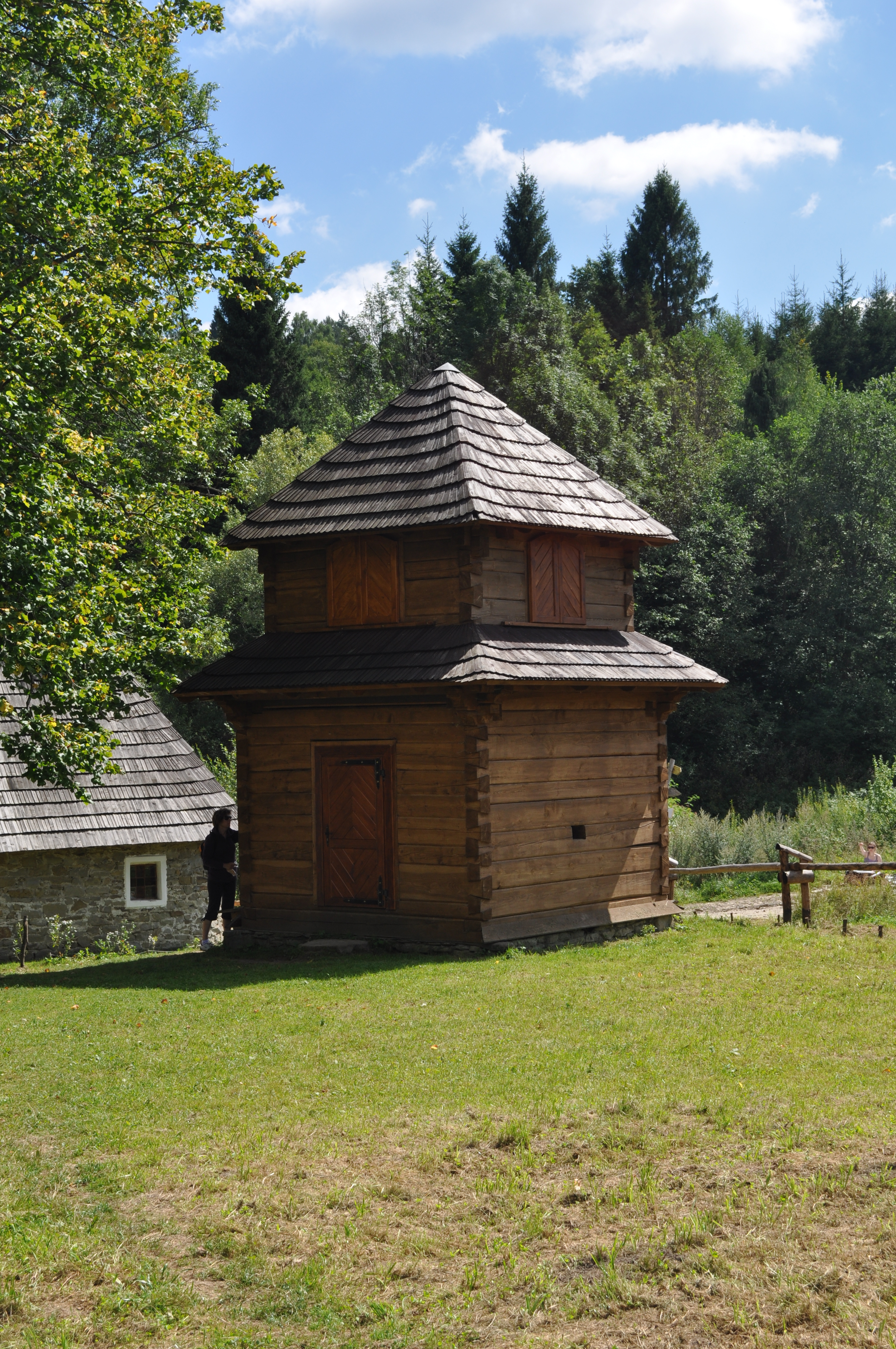
Dzwonnica
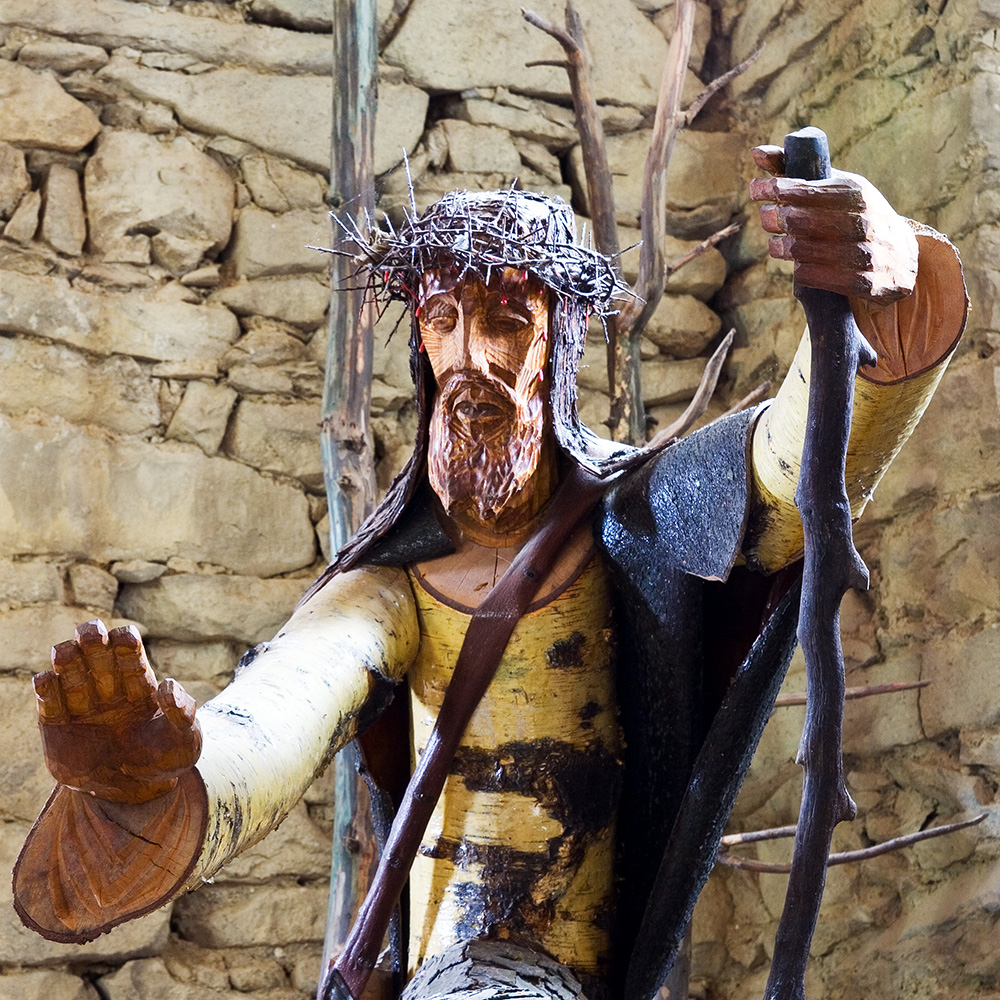
Wnętrze: Chrystus Bieszczadzki

## Otoczenie

### Kaplica grobowa
Stojąca na południe od cerkwi kaplica grobowa wybudowana została po roku 1852. Był to murowany budynek, wzniesiony na planie prostokąta, z półkolistą absydą. Nad kaplicą był dach kalenicowy z niedużym hełmem nad wejściem. Wewnątrz znajdowała się figura Chrystusa Frasobliwego. Po roku 1958 została zniszczona do fundamentów. Odbudowana w latach 1993-95. W trakcie odbudowy w znajdującej się pod kapliczką krypcie odnaleziono ciało odzianego w biały habit mężczyzny, trzymającego w ręku drewniany kielich. Prawdopodobnie jest nim ks. Andrzej Ławrowski - inicjator budowy cerkwi, który był proboszczem w Łopience od roku co najmniej 1811 do swojej śmierci w roku 1857.

### Dzwonnica
Przy cerkwi, na południowy zachód od niej, stała drewniana dzwonnica, o konstrukcji zrębowej, kryta dachem namiotowym. Wzniesiona została prawdopodobnie w XVIII wieku. W roku 1915 mieściła trzy dzwony - pierwszy z roku 1792 o wadze 200 kg i średnicy 63 cm, z inskrypcją Fusa sum Eperiessini per Ignatium Lefarar et Paulina Szmit 1792. Влятый есть у Пряшова до церкви РБ АΨЧВ, drugi z roku 1601 o wadze 21 kg i średnicy 35 cm z inskrypcją Jesus dulcis memoria, trzeci z roku 1792 o wadze 15 kg i średnicy 23 cm również z inskrypcją Jesus dulcis memoria. Dzwony zostały zabrane przez Niemców w czasie okupacji. Dzwonnicę rozebrano w roku 1956. W ostatnich latach została odbudowana.

### Cmentarz
Na cmentarzu zachowały się jedynie dwa nagrobki. Wokół stoją stare lipy. To na najstarszej z nich, mającej ok. 300 lat, zatrzymała się według podań ikona Matki Boskiej Łopieńskiej.

## Piesze szlaki turystyczne
zielona ścieżka spacerowa: Parking przy trasie Dołżyca – Bukowiec u wlotu na drogę Lasów Państwowych nr 35 – Cerkiew w Łopience (1.15 h, ↓ 1.15 h) – Przełęcz Hyrcza (1.00 h, ↓ 1.00 h) – Korbania (1.30 h, ↓ 1.15 h)